# Dora (Jaremcze)
Dora (ukr. Дора) – dawniej samodzielna wieś, obecnie w granicach miasta Jaremcze na Ukrainie, w jego północno-wschodniej części. Rozpościera się wzdłuż ulicy Swobody, nad Prutem.

## Historia
Dora to dawniej samodzielna wieś. W II Rzeczypospolitej stanowiła gminę jednostkową Dora w powiecie nadwórniańskim w województwie stanisławowskim. 1 sierpnia 1934 r. w ramach reformy na podstawie ustawy scaleniowej Dora weszła w skład nowej zbiorowej gminy Jaremcze, gdzie we wrześniu 1934 wraz z Berezyną i Pereneżem utworzyła gromadę.
Po wojnie włączona w struktury ZSRR.